# اولگ شوتسوو
اولگ شوتسوو (روسی: Олег Борисович Шевцов؛ زادهٔ ۲۹ نوامبر ۱۹۷۱) بازیکن هاکی روی یخ اهل روسیه است.